# Rodzina zastępcza (prawo)
Rodzina zastępcza – forma opieki nad małoletnim dzieckiem, którego biologiczni rodzice są nieznani albo pozbawieni władzy rodzicielskiej lub którym ją ograniczono. Nie można ustanowić rodziny zastępczej dla dziecka, którego przynajmniej jeden z rodziców ma pełnię władzy rodzicielskiej.
Zgodnie z polskim prawem rodziną zastępczą może zostać małżeństwo lub osoba samotna. Muszą przy tym spełniać następujące warunki:
1. dają rękojmię należytego sprawowania pieczy zastępczej;
2. nie były nigdy pozbawione władzy rodzicielskiej (władza rodzicielska nie była im ograniczona ani nie jest zawieszona);
3. wypełniają obowiązek alimentacyjny – w przypadku gdy taki obowiązek w stosunku do nich wynika z tytułu egzekucyjnego;
4. nie są ograniczone w zdolności do czynności prawnych;
5. są zdolne do sprawowania właściwej opieki nad dzieckiem, co zostało potwierdzone zaświadczeniami o braku przeciwwskazań zdrowotnych do pełnienia funkcji rodziny zastępczej lub prowadzenia rodzinnego domu dziecka, wystawionymi przez lekarza podstawowej opieki zdrowotnej;
6. przebywają na terytorium Rzeczypospolitej Polskiej;
7. zapewnią odpowiednie warunki bytowe i mieszkaniowe umożliwiające dziecku zaspokajanie jego indywidualnych potrzeb, w tym:
  1. rozwoju emocjonalnego, fizycznego i społecznego,
  2. właściwej edukacji i rozwoju zainteresowań,
  3. wypoczynku i organizacji czasu wolnego;
8. nie były skazane prawomocnym wyrokiem za umyślne przestępstwo lub umyślne przestępstwo skarbowe;
9. (w przypadku rodziny zastępczej niezawodowej) co najmniej jedna osoba tworząca tę rodzinę musi posiadać stałe źródło dochodów.

Szkolenia prowadzą powiatowe centra pomocy rodzinie podległe starostom.
Wyróżnia się następujący podział rodzin zastępczych:
1. rodzina zastępcza
  1. spokrewniona (wstępni lub rodzeństwo dzieci)
  2. niezawodowa
  3. zawodowa, a w tym:
    1. pełniąca funkcję pogotowia rodzinnego (opieka doraźna przez okres do 4 miesięcy (w przypadkach określonych w ustawie przedłużony do 8) nad maksymalnie 3 dzieci naraz;
    2. specjalistyczna (dzieci niepełnosprawne, małoletnie matki z dziećmi, dzieci na podstawie ustawy o postępowaniu w sprawach nieletnich).
2. rodzinny dom dziecka (maksymalnie 8 dzieci)

Na pokrycie podstawowych wydatków związanych ze sprawowaniem opieki nad dzieckiem, rodzice zastępczy otrzymują świadczenie na pokrycie kosztów utrzymania w minimalnej wysokości 660 zł miesięcznie (rodziny spokrewnione) i 1000 zł (rodziny niespokrewnione). W szczególnych przypadkach (np. niepełnosprawność) świadczenie to jest powiększane o dodatek. Rodziny zastępcze mogą też otrzymać świadczenia związane z częściowym pokryciem wydatków związanych z przyjęciem dziecka. Niezależnie od świadczeń rodziny zawodowe otrzymują stałe, miesięczne wynagrodzenie, nie związane z liczbą dzieci pozostających pod ich opieką.
Rodziny zastępcze pozostają pod opieką koordynatora wyznaczonego przez organizatora pieczy zastępczej (powiatowe centrum pomocy rodzinie)
Przepisy o rodzinie zastępczej zawarte są w ustawie z dnia 9 czerwca 2011 o wspieraniu rodziny i systemie pieczy zastępczej.